# Gardiens du monde
 (octobre 2016).

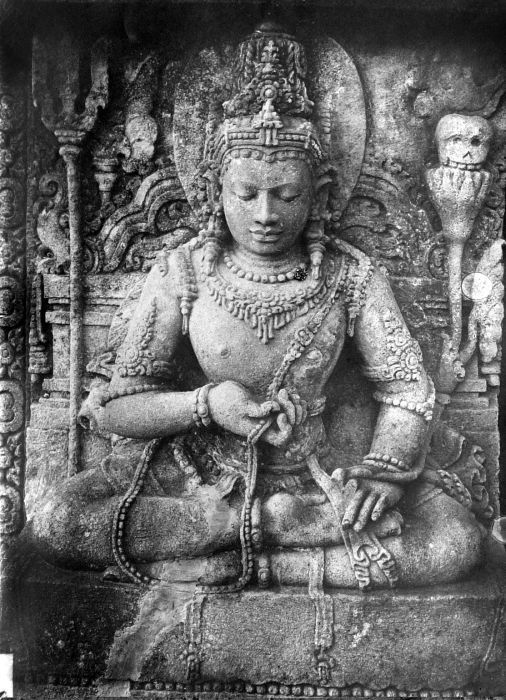
Représentation d'un Lokapāla sur le mur de Śiva (शिव) à Java, Indonésie.

Lokapāla, du (devanāgarī: लोक) loka « monde » et (devanāgarī: पालक) pāla ou pālaka « gardiens ; protecteurs » désignent les Gardiens du monde, divinités protectrices dont les fonctions et les rôles sont différents selon la religion qu'ils concernent, que ce soit celle hindoue ou celle bouddhiste.
Dans l'hindouisme, les Lokapāla font référence aux Gardiens des directions associés aux quatre points cardinaux.
Dans le bouddhisme, les Lokapāla se réfèrent aux Quatre Rois célestes ainsi qu'à d'autres esprits/dieux protecteurs, comme les Gardiens des directions.

## Hindouisme
Dans l'hindouisme, les Lokapāla sont essentiellement des Gardiens des directions ou Dikpāla (दिक्पाल) « Gardiens des directions » :  Aṣṭadik (अष्टदिक्) « Huit directions », auxquelles il faut rajouter par la suite deux autres, qui sont le « Zénith » et le « Nadir » pour constituer les Daśadik (दशदिक्), les « Dix directions », ce sont pour la plupart des divinités qui jouent ce rôle, c'est pourquoi on les appelle aussi les Daśadigdevatā (दशदिग्देवता) « Divinités des dix directions » : Kubera (कुबेर) au nord Yama (यम) au sud, Indra (इन्द्र) à l'est, Varuṇa (वरुण) à l'ouest, Īśāna (ईशान) au nord-est, Agni (अग्नि) au sud-est, Vāyu (वायु) au nord-ouest, Nirṛti (निरृति) au sud-ouest, Brahmā (ब्रह्मा) au zénith et Viṣṇu (विष्णु) au nadir.

## Bouddhisme

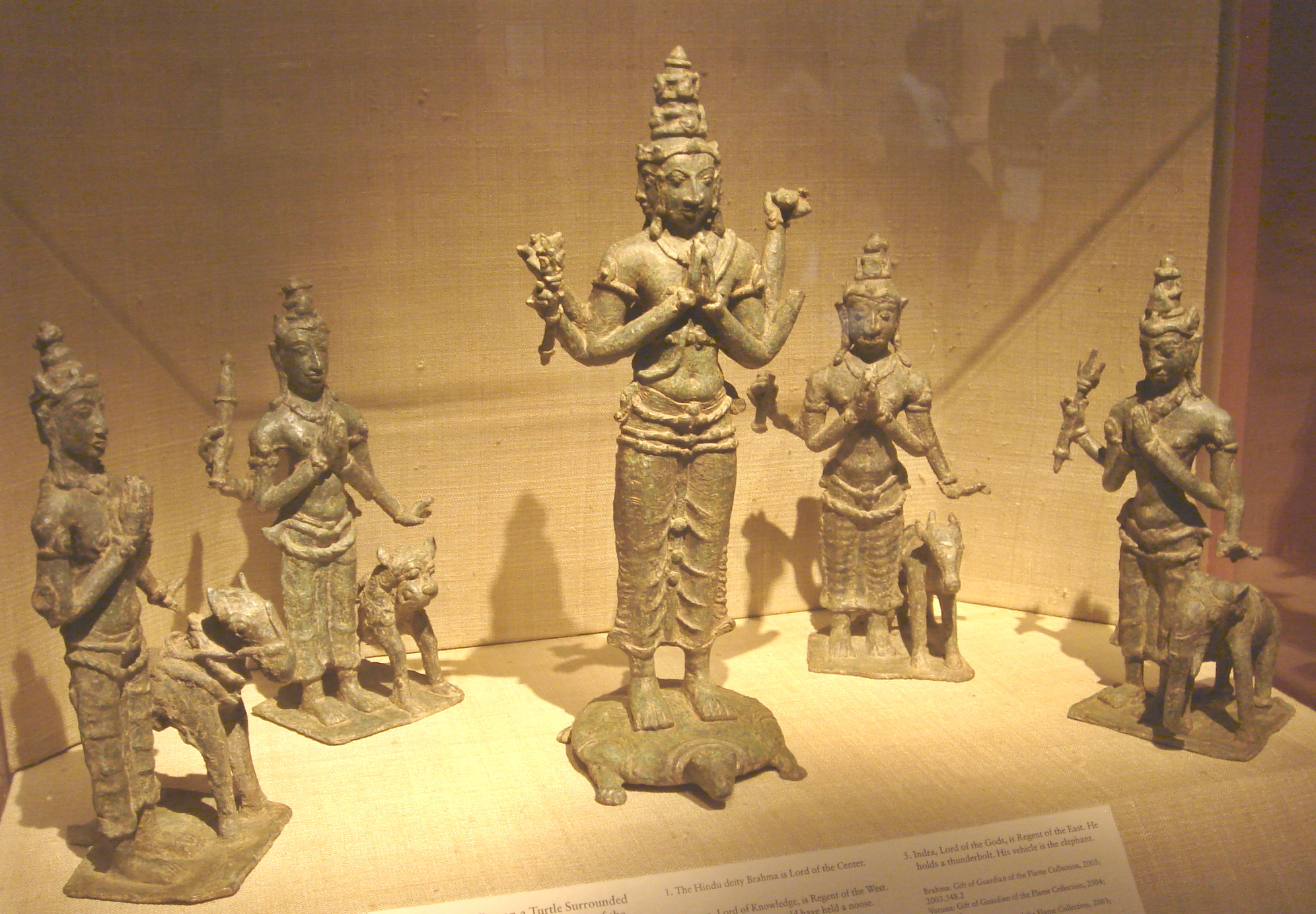
Le deva Brahmā, un des Lokapāla.

Dans le bouddhisme, les Lokapāla sont l'une des deux grandes catégories de Dharmapāla (Protecteurs de la Doctrine) l'autre étant celle des Vidyārāja « Rois de sagesse ». En Chine, chacun est associé à une direction de l'espace spécifique et aux quatre animaux héraldiques de l'astrologie/astronomie chinoise, qui jouent un rôle plus séculaire au sein des communautés rurales, s'assurant des conditions météorologiques favorables pour les cultures et maintenant la paix à travers tout le pays...Aisément reconnaissables à leurs armures et leurs bottes, chacun possède sa propre arme magique et ses associations. Leurs noms sont Dhrtarastra (à l'est), Virupaksa (à l'ouest), Vaisravana (au nord), et Virudhaka (au sud).

## Chine et Japon

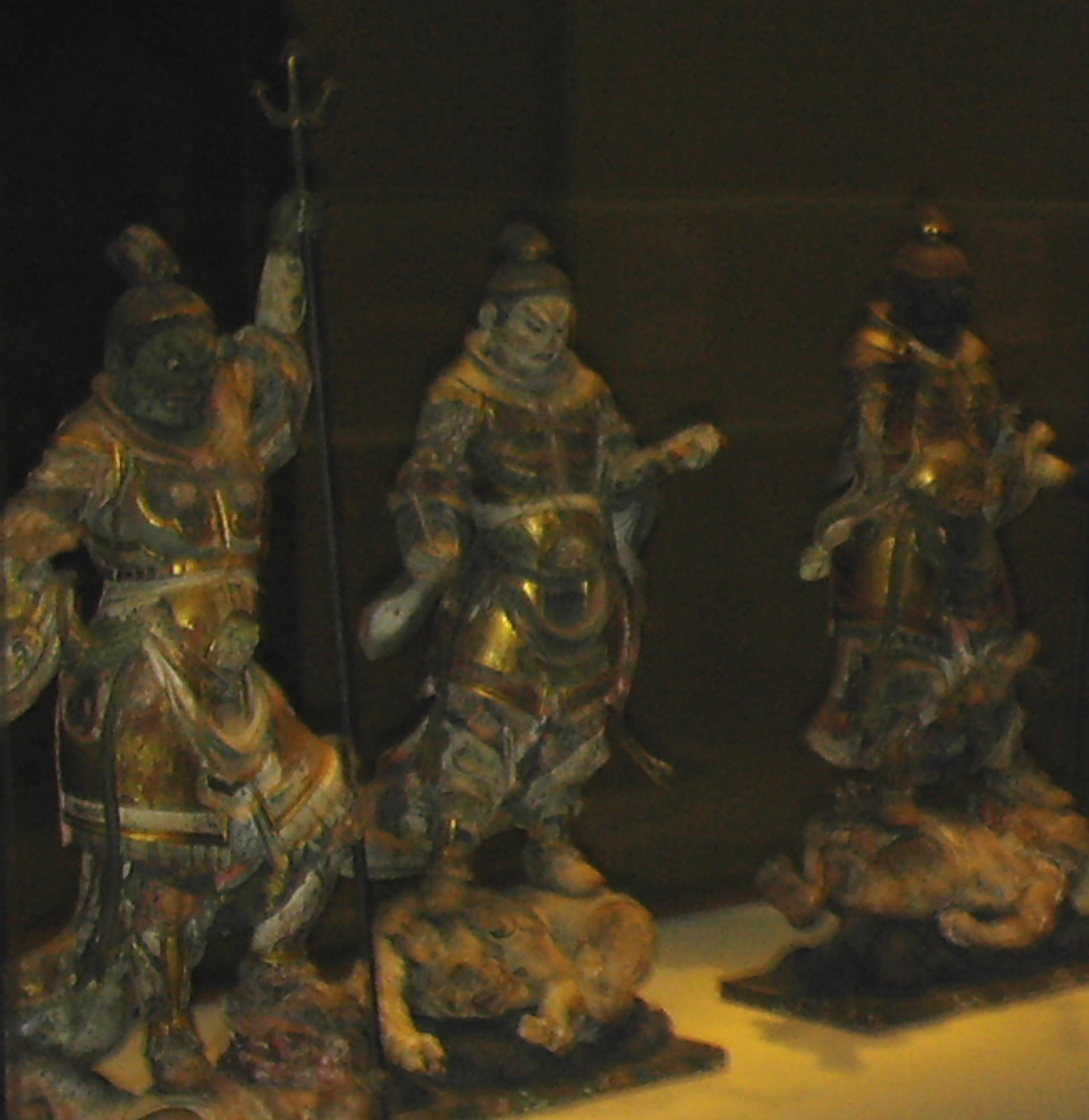

Au pays du Milieu comme dans celui du Soleil levant, les Lokapāla sont essentiellement ceux du bouddhisme ; c'est-à-dire des  « Gardiens des directions » ou Dikpāla (दिक्पाल) mais aussi des Cāturmahārāja (चतुर्महाराज) « Quatre Grands Rois célestes », leurs noms, comme leurs aspects et quelques-uns de leurs attributs ont changé, ils sont devenus en chinois : Sìdà Tiānwáng  et en japonais Shitennō (四天王) les « Quatre Rois célestes » : Duōwén Tiānwáng (多闻天王)/Bishamonten (毘沙門天) au nord, Zenzhang Tianwang/Zōchōten (増長天) au sud, Chiguo Tianwang/Jikokuten (持国天) à l'est et Guangmu Tianwang/ Kōmokuten (廣目天) à l'ouest.
Toutefois, une distinction est faite entre les Lokapāla « Gardiens du monde » et les Daśadikdeva « Divinités des dix directions » qui deviennent douze en Chine, Shí'èr Tiān (十二天) et au Japon Jūniten (十二天). Leur rôle n'est pas le même, mais ils existent sous d'autres noms qui sont : Jīnpíluó/Kompira (金毘羅), Yánluówáng/Enmaō  (阎罗王), Yīndáluó/Indara (因德羅), Shuǐtiān/Suiten  (水天), Yīshenèitiān/Ishanaten   (伊舎那天), Huǒtiān/Katen  (火天), Fēngtiān/Fūten  (風天), Luóshātiān/ Rasetsuten  (羅刹天), Fàntiān/Bonten  (梵天), Rìtiān/Nitten  (日天),  Yuètiān/Gatten  (月天) et Detiān/Jiten  (地天).

## Influences
- Dans le manga/anime de Toriko, le groupe des quatre compères que forment Toriko, Coco, Sunny et Zebra s'appelle les Shitennō.
- Dans l'anime Sailor Moon, on trouve aussi une référence aux Shiten'ou.
- Dans l'anime Ginga Nagareboshi Gin, ce sont Les Quatre généraux de Mutsu.
- Dans Street Fighter II Les Quatre Rois célestes ou Grands Maîtres de Shadaloo : Balrog, Vega, Sagat et Bison. 
  - Dans Street Fighter V ils se réfèrent aussi aux Quatre Rois de Shadaloo : Balrog, Vega, F.A.N.G, et Bison ; F.A.N.G remplace Sagat qui quitte après Street Fighter Alpha 3.
- Dans Pokémon, ce sont l'Élite des quatre, littéralement les Quatre Rois célestes, l'une des différentes équipes des quatre formateurs.
- Dans l'anime Bobobo-bo Bo-bobo, Les Quatre Grands sont parfois traduits par les Quatre Rois célestes, composés de l'équipe des Capitaines (Gunkan), Kitty-Poo (Purupu), Over et Halekulani.
- Dans la série des Megaman Les Quatre Rois célestes / Quatre Gardiens de Neo Arcadia sont : Phantom, Leviathan, Harpuia, et Fefnir ; tous les quatre sont les gardiens de Copy X.
- Dans The King of Fighters, les Quatre Rois célestes d'Orochi sont : Goenitz, Chris, Yashiro Nanakase, et Shermie.
- Dans Kill la Kill, L'Élite des quatre est officiellement traduite de l'anglais d'après les Shitennō.